# Флётум, Роуи ав
Роуи ав Флётум (фар. Rói av Fløtum, род. 30 декабря 1994) — фарерский футболист, полузащитник. В настоящее время выступает за «Ундри».

## Карьера
Флётум начал карьеру в футбольном клубе «ХБ» в 2011 году. После трёх сезонов во второй команде, он был арендован клубом высшей лиги «Скала», за которую провёл 4 игры и вернулся обратно. В 2016 году Флётум сыграл свой единственный матч за первую команду «ХБ» в фарерском чемпионате. С 2021 года полузащитник выступает за «Ундри».
Выступал за юношеские сборные Фарерских островов до 17 и до 19 лет в отборочных турнирах чемпионатов Европы в соответствующих возрастных категориях.

## Достижения

### Командные
«ХБ Торсхавн II»
- Победитель Второго дивизиона (1): 2015

 «Ундри»
- Победитель Второго дивизиона (1): 2021